# Торпедо (Могильов)
«Торпедо» (біл. ФК Тарпеда Магілёў) — білоруський футбольний клуб із Могильова. Заснований у 1959 році. Станом на 1 грудня 2016 року виступає в другій лізі Білорусі.

## Історія
Клуб заснований у 1959 році. У радянські часи команда грала у першості Білоруської РСР серед колективів фізкультури, який виграла у 1982 році. З 1992 року, після проголошення незалежності Білорусі, «Торпедо» розпочало виступи у найвищому білоруському футбольному дивізіоні, який на той час мав назву Перша ліга. У 1995 році клуб перейменовано на «Торпедо-Кадино» по назві агропромислового підприємства неподалік Могильова. У перших чемпіонатах Білорусі клуб утримувався у середині турнірної таблиці, проте пізніше став опускатися до зони вильоту, і в 2000 році вибув до першої ліги. Там команда грала до 2005 року, після чого припинила існування.
У 2006 році на матеріальній основі клубу «Торпедо-Кадино» сформовано цілком новий клуб «Савіт», який розпочав виступи у другій білоруській лізі.
У 2011 році клуб відродився, і розпочав виступи на аматорському рівні в першості Могильова. У 2014 році спонсором клубу стала могильовська компанія з виробництва вхідних дверей «Стальная линия». У січні 2015 року стало відомо, що з сезону 2015 року «Торпедо» розпочинає виступи в другій білоруській лізі. Свій перший сезон після повернення на професійний рівень команда розпочала досить вдало, і лише після поразки в останньому турі першого етапу від «Молодечно-ДЮСШ-4» «Торпедо» втратило шанси на вихід до фінального етапу. У стикових матчах могильовська команда поступилася пінській «Хвилі» (1-2, 0-4), та зайняла підсумкове 10 місце.
У сезоні 2016 року після успішного старту «Торпедо» отримало кілька поразок підряд, і втратило шанси на підвищення у класі, зайнявши лише 10 місце із 13 учасників.

### Емблеми

Історія емблем «Торпедо»
Емблема «Торпедо-Кадино» (до 2005 року)
з 2015 року

## Попередні назви
- 1959—1961: «Металург»
- 1962—1963: «Кіровець»
- 1964—1978: «Металург»
- 1979—1996: «Торпедо»
- 1996—2005: «Торпедо-Кадино»
- з 2011: «Торпедо»

## Досягненні

### БРСР
- Переможець чемпіонату БРСР: 1982

### Білорусь
- Найвище досягнення у вищій лізі (до 1998 — Перша ліга) — 7 місце (1992)
- Фіналіст Кубка Білорусі: 1995

## Поточний склад команди
На 1 жовтня 2016 року

| 1  | ВР | Білорусь | Іван Філіпченко     |  |  |  |  |  |
| 16 | ВР | Білорусь | Ілля Нестеров       |  |  |  |  |  |
| 21 | ВР | Білорусь | Станіслав Астапов   |  |  |  |  |  |
|    |    |          |                     |  |  |  |  |  |
| 3  | ЗХ | Білорусь | Микита Варобйов     |  |  |  |  |  |
| 4  | ЗХ | Білорусь | Вадим Голас         |  |  |  |  |  |
| 9  | ЗХ | Білорусь | Петро Дайнека       |  |  |  |  |  |
| 10 | ЗХ | Білорусь | Євген Уткін         |  |  |  |  |  |
| 17 | ЗХ | Білорусь | Дмитро Андросов     |  |  |  |  |  |
| 18 | ЗХ | Білорусь | Владислав Сеньцюров |  |  |  |  |  |
| 20 | ЗХ | Білорусь | Артемій Матюшенко   |  |  |  |  |  |
| 22 | ЗХ | Білорусь | Ілля Климов         |  |  |  |  |  |
| 23 | ЗХ | Білорусь | Кирило Князєв       |  |  |  |  |  |
|    | ЗХ | Білорусь | Василь Антоненко    |  |  |  |  |  |
|    | ЗХ | Білорусь | Дмитро Бабаков      |  |  |  |  |  |
|    | ЗХ | Білорусь | Денис Дехтяр        |  |  |  |  |  |
|    | ЗХ | Білорусь | Владислав Лапицький |  |  |  |  |  |
|    | ЗХ | Білорусь | Андрій Манюков      |  |  |  |  |  |
|    | ЗХ | Білорусь | Сергій Чирик        |  |  |  |  |  |
|    | ЗХ | Білорусь | Артем Щербаков      |  |  |  |  |  |
|    |    |          |                     |  |  |  |  |  |
| 5  | ПЗ | Білорусь | Артур Левицький     |  |  |  |  |  |

| 7  | ПЗ | Білорусь | Олександр Захар'єв  |  |  |  |  |  |
| 8  | ПЗ | Білорусь | Михайло Тороп       |  |  |  |  |  |
| 11 | ПЗ | Білорусь | Олександр Смірнов   |  |  |  |  |  |
| 12 | ПЗ | Білорусь | Дмитро Колосовський |  |  |  |  |  |
| 14 | ПЗ | Білорусь | Дмитро Шпирна       |  |  |  |  |  |
| 19 | ПЗ | Білорусь | Микита Хомченко     |  |  |  |  |  |
|    | ПЗ | Білорусь | Артем Гуляшов       |  |  |  |  |  |
|    | ПЗ | Білорусь | Артем Коршунов      |  |  |  |  |  |
|    | ПЗ | Білорусь | Андрій Котешов      |  |  |  |  |  |
|    | ПЗ | Білорусь | Сергій Лапіков      |  |  |  |  |  |
|    | ПЗ | Білорусь | Ілля Лобарєв        |  |  |  |  |  |
|    | ПЗ | Білорусь | Іван Павловський    |  |  |  |  |  |
|    | ПЗ | Білорусь | Геннадій Прейс      |  |  |  |  |  |
|    | ПЗ | Білорусь | Дмитро Степаненко   |  |  |  |  |  |
|    |    |          |                     |  |  |  |  |  |
| 7  | НП | Білорусь | Павло Купцов        |  |  |  |  |  |
| 15 | НП | Білорусь | Сергій Філіпов      |  |  |  |  |  |
|    | НП | Білорусь | Владислав Білий     |  |  |  |  |  |
|    | НП | Білорусь | Антон Кондратович   |  |  |  |  |  |
|    | НП | Білорусь | Віталій Ланько      |  |  |  |  |  |

## Головні тренери
- Михайло Бас (1959—2005, з перервами)
- Віктор Черних (2015, до червня)
- Олександр Бразевич (червень — серпень 2015)
- Олександр Шигідін (2015, із серпня)
- Олександр Вопсєв (березень — червень 2016)
- Михайло Єремчук (з липня 2016)

## Статистика виступів

### Чемпіонат і Кубок Білорусі
| Сезон   | Ліга                           | М  | Г  | В  | Н  | П  | М'ячі | Очки | Кубок       | Примітки            |
| ------- | ------------------------------ | -- | -- | -- | -- | -- | ----- | ---- | ----------- | ------------------- |
| 1992    | Перша (Д1)                     | 7  | 15 | 4  | 8  | 3  | 16–14 | 16   | 1/16 фіналу |                     |
| 1992–93 | Перша (Д1)                     | 8  | 32 | 10 | 13 | 9  | 35–30 | 33   | 1/8 фіналу  |                     |
| 1993–94 | Перша (Д1)                     | 14 | 30 | 5  | 10 | 15 | 20–23 | 20   | 1/16 фіналу |                     |
| 1994–95 | Перша (Д1)                     | 11 | 30 | 8  | 12 | 10 | 28–32 | 28   | Фіналіст    |                     |
| 1995    | Перша (Д1)                     | 11 | 15 | 4  | 5  | 6  | 17–21 | 17   | 1/8 фіналу  |                     |
| 1996    | Перша (Д1)                     | 14 | 30 | 7  | 6  | 17 | 27–64 | 27   | 1/8 фіналу  |                     |
| 1997    | Перша (Д1)                     | 15 | 30 | 7  | 7  | 16 | 29–59 | 28   | 1/8 фіналу  |                     |
| 1998    | Вища (Д1)                      | 12 | 28 | 7  | 8  | 13 | 30–40 | 29   | 1/8 фіналу  | Зміна назв ліг      |
| 1999    | Вища (Д1)                      | 14 | 30 | 6  | 5  | 19 | 30–69 | 23   | 1/16 фіналу |                     |
| 2000    | Вища (Д1)                      | 15 | 30 | 5  | 2  | 23 | 31–71 | 17   | Чвертьфінал | Виліт у Першу лігу  |
| 2001    | Перша ліга (Д2)                | 5  | 28 | 14 | 4  | 10 | 29–29 | 46   | 1/16 фіналу |                     |
| 2002    | Перша ліга (Д2)                | 10 | 30 | 9  | 7  | 14 | 41–44 | 34   | 1/16 фіналу |                     |
| 2003    | Перша ліга (Д2)                | 9  | 30 | 11 | 9  | 10 | 37–37 | 42   | 1/16 фіналу |                     |
| 2004    | Перша ліга (Д2)                | 12 | 30 | 7  | 11 | 12 | 31–45 | 32   | 1/32 фіналу |                     |
| 2005    | Перша ліга (Д2)                | 12 | 30 | 7  | 8  | 15 | 22–45 | 29   | 1/16 фіналу | Припинення виступів |
|         |                                |    |    |    |    |    |       |      |             |                     |
| 2015    | Друга ліга (Д3)                | 5  | 18 | 9  | 2  | 7  | 33–28 | 29   | 1/64 фіналу |                     |
| 2015    | Друга ліга (матчі за 9 місце)1 | 10 | 2  | 0  | 0  | 2  | 1–6   |      | 1/64 фіналу |                     |
| 2016    | Друга ліга (Д3)                | 10 | 24 | 7  | 5  | 12 | 41–59 | 26   | 1/16 фіналу |                     |

- 1 Стикові матчі із клубом «Хвиля» (Пінськ), який зайняв 5 місце в групі Б (1:2, 0:4).